# Louison (dessinatrice)
Pour les articles homonymes, voir Louison.
Louison, née Louise Angelergues le 8 avril 1985 à Paris, est une dessinatrice de presse française.

## Biographie
Après un baccalauréat littéraire, elle souhaite devenir journaliste, mais se dirige finalement vers une formation artistique à l'atelier de Sèvres à Paris. Elle opte pour l'illustration et le dessin de presse. Lors d'un stage à Marianne, elle montre ses dessins à Tignous et à Philippe Cohen, alors directeur du site internet du magazine. La collaboration avec l'hebdomadaire se poursuit toujours. 
Elle collabore à divers médias dont ChEEk Magazine où elle illustre chaque semaine les aventures de Romy Idol, voici.fr, le magazine Le Monde des Ados, France Culture et son émission des Matins. Entre 2012 et 2014, elle publie des dessins sur le site internet de L'Obs, et sur le site À Paris. Depuis fin 2014 elle dessine également sur le site gouvernement.fr et au début 2015 entame une collaboration avec la revue l'Hémicycle. Depuis 2016, elle propose également ses dessins en temps réel tout au long de la matinale de LCI.
Elle rejoint l'émission Les Grosses Têtes, animée par Laurent Ruquier, à partir du 21 juin 2024.

## Ouvrages
- Louison croque 2011, lulu.com, 2011, 39 p. (ISBN 978-1-4709-9826-4, lire en ligne).
- Cher François  (préf. François Hollande), Paris, Hachette Livre-Marabout, coll. « Bande-dessinée Marabulles-humour », 2017, 144 p. (ISBN 978-2-501-12236-8).
- Carnets de Campagne (avec Mathieu Sapin, Kokopello, Morgan Navarro, Dorothée de Monfreid et Lara), coédition Dargaud / Éditions du Seuil, 2022.
- Marilyn, dernières séances, Futuropolis, 2022, 224 p. (ISBN 9782754834674).

### Roman
- Le Chemin des amoureux, Paris, Éditions Robert Laffont, 2020, 270 p.  (ISBN 978-2-221-24221-6)

### Illustratrice
- Antoine Buéno, Leçons de môvaise éducation : petit manuel d'émancipation à l'usage des enfants trop sages, Paris, Fayard, 2013, 175 p. (ISBN 978-2-213-66912-0) ;
- Myriam Levain et Julia Tissier, Y comme Romy : Romy Idol, presque 30 ans, presque un mec, presque un boulot, Paris, Robert Laffont, 2014, 252 p. (ISBN 978-2-221-14601-9).